# Zugewanderte Mondspinne
Die Zugewanderte Mondspinne (Parasteatoda tabulata) ist eine Spinne aus der Familie der Kugelspinnen (Theridiidae). Die Art war ursprünglich in den Tropen Asiens verbreitet, wurde aber auch in Europa, Nordamerika sowie weiteren Teilen Asiens eingeschleppt.

## Merkmale

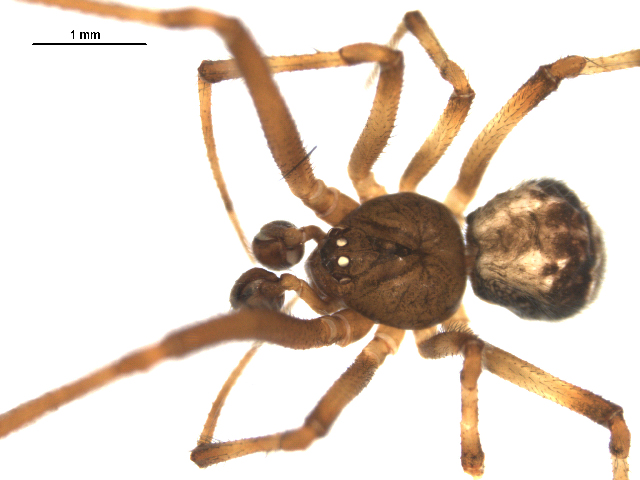
Männchen der Zugewanderten Mondspinne

Das Weibchen der Zugewanderten Mondspinne erreicht eine Körperlänge von 3,2 bis 4,6 Millimetern, wobei davon 1,4 bis 1,9 auf das Prosoma (Vorderkörper) entfallen. Das Männchen bleibt mit einer Körperlänge von 2,9 Millimetern erheblich kleiner. Hier entfallen 1,3 bis 1,6 Millimeter auf das Prosoma. Der Körperbau entspricht dem anderer Mondspinnen (Parasteatoda). Abgesehen davon, dass die Färbung beim Weibchen etwas dunkler ausfällt, gleicht diese ansonsten der des Männchens.
Der Carapax (Rückenschild des Prosomas) besitzt eine rotbraune Grundfarbe. Zwischen den vorderen Mittelaugen und der Fovea (Apodem) befindet sich ein dunklerer Längsstreifen. Außerdem geht von der Fovea eine dunklere Radiärzeichnung aus und der Carapax verfügt ebenso über dunkle Randungen. Die Cheliceren (Kieferklauen) sind wie der Carapax rotbraun gefärbt, weisen aber zusätzlich dunkle Verfärbungen auf. Wie die beiden vorherigen Bereiche sind auch die Maxillen (Mundwerkzeuge) und das Labium (Lippe) mit einer rotbraunen Färbung charakterisiert. Hingegen ist das Sternum (Brustschild des Prosomas) rötlich gelb gefärbt und besitzt eine breite dunkelbraune Randfärbung.
Die Beine haben gelb gefärbte Coxen (Hüftglieder), während die anderen Beinsegmente rotbraun gefärbt sind. An den basalen (an der Basis liegenden) und distalen (seitlichen) Ansätzen der Femora (Schenkel) sind dunkle Ringe vorhanden, ebenso an den Patellae (Glieder zwischen den Femora und den Tibien), den Tibien (Beinschienen) und den Metatarsen (Fersenglieder der Tarsen, bzw. Fußglieder).
Das Opisthosoma (Hinterleib) ist graubraun gefärbt. Sein dorsaler (oberer) Bereich verfügt über zwei Paare weißer, lateral angelegte Punkte im basalen Bereich, die von vielen braunen und schwarzen Punkten dazwischen und daneben flankiert werden. Im medianen (mittleren) Bereich sind zwei weitere weiße Flächen erkennbar, die ausgeprägter sind. Dazu befindet sich in diesem Abschnitt ein dunkles, charakteristisches Querband. Ventral (unterseits) ist auf dem Opisthosoma ein großer weißer Punkt zwischen der Epigastralfurche und den Spinnwarzen. Außerdem ist vor den Spinnwarzen ein dunkelbrauner Strich zu sehen.

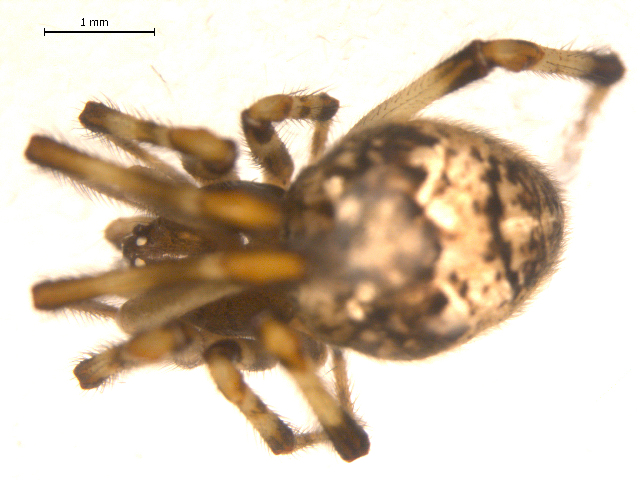
Weitere Ansicht eines Weibchens
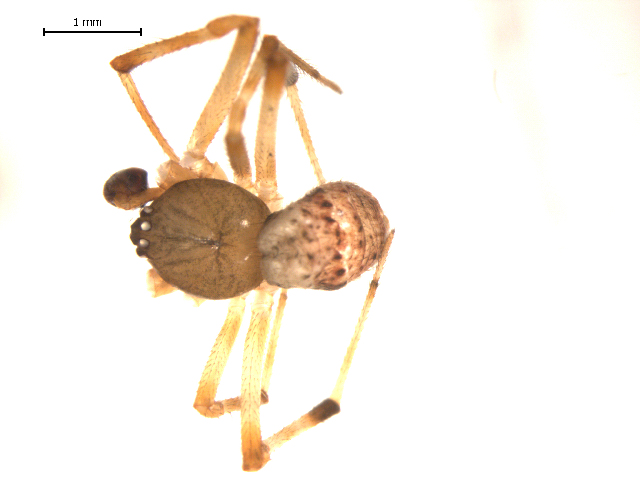
Weitere Ansicht eines Männchens, dem mehrere Beine fehlen.

### Genitalmorphologische Merkmale
Die Bulbi (männliche Geschlechtsorgane) der Zugewanderten Mondspinne werden innerhalb der Gattung der Mondspinnen (Parasteatoda) durch die terminal (am Ende liegenden) verlängerten Konduktoren (Leiter) charakterisiert.
Die Epigyne (weibliches Geschlechtsorgan) ähnelt besonders der der verwandten Gewächshausspinne (Parasteatoda tepidariorum). Die Vulva der Zugewanderten Mondspinne verfügt über auffällige, median gelegene, dunkle und schnabelförmig erscheinende Sklerotisierungen (chitinisierte Verhärtungen).

### Ähnliche Spinnen

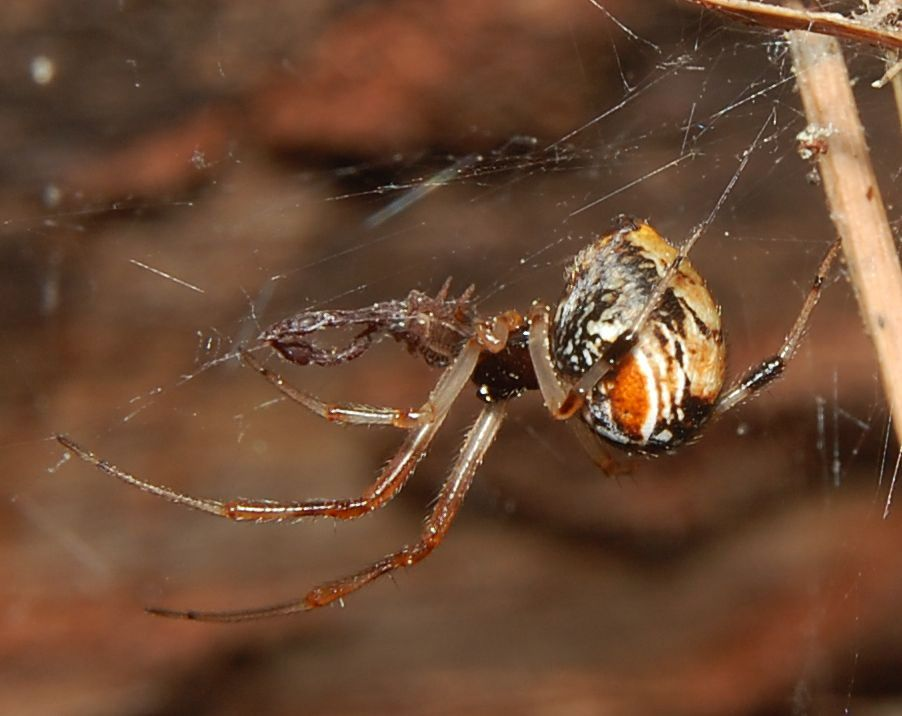
Weibchen der Gewöhnlichen Mondspinne (Parasteatoda lunata)

Es gibt in der Gattung der Mondspinnen (Parasteatoda) einige Vertreter, die der Zugewanderten Mondspinne sowohl vom Aufbau der Geschlechtsorgane als auch dem grundsätzlichen Körperbau her ähneln. Dies trifft besonders auf die Gewächshausspinne (P. tepidariorum), die Gewöhnliche Mondspinne (P. lunata) und die Ähnliche Mondspinne (P. simulans) zu. Entfernt bestehen auch Ähnlichkeiten mit der Ackerkugelspinne (Cryptachaea riparia), die ebenfalls zur Familie der Kugelspinnen (Theridiidae), dort aber zur Gattung der Falschen Mondspinnen (Cryptachaea) gezählt wird. Auch bei Spinnen der zur gleichen Familie gehörenden Gattung Tidarren gibt es Ähnlichkeiten.
Als morphologische Bestimmungsmerkmale der Zugewanderten Mondspinne können die weißen Bereiche und das dunkle Querband auf dem Opisthosoma herangezogen werden. Genitalmorphologisch lässt sich die Art von den anderen Mondspinnen durch die größeren und die dort jeweils die ventralen Flächen einnehmenden und somit verlängerten Emboli (letzte Sklerite und Einfuhrorgane) der Bulbi sowie die proximalen (zum Zentrum weisenden) Teile der Medianapophysen (chitinisierte Fortsätze) abgrenzen. Die Epigyne der Weibchen der Zugewanderten Mondspinne besitzt im Vergleich zu verwandten Arten stärker gebogene Einfuhrgänge, die sich durch die kurz vor der Mündung in die eigentlichen Spermatheken (Samentaschen) befindlichen Sklerotisierungen von den Geschlechtsorganen weiblicher Tiere anderer Mondspinnen unterscheiden lässt.

## Vorkommen

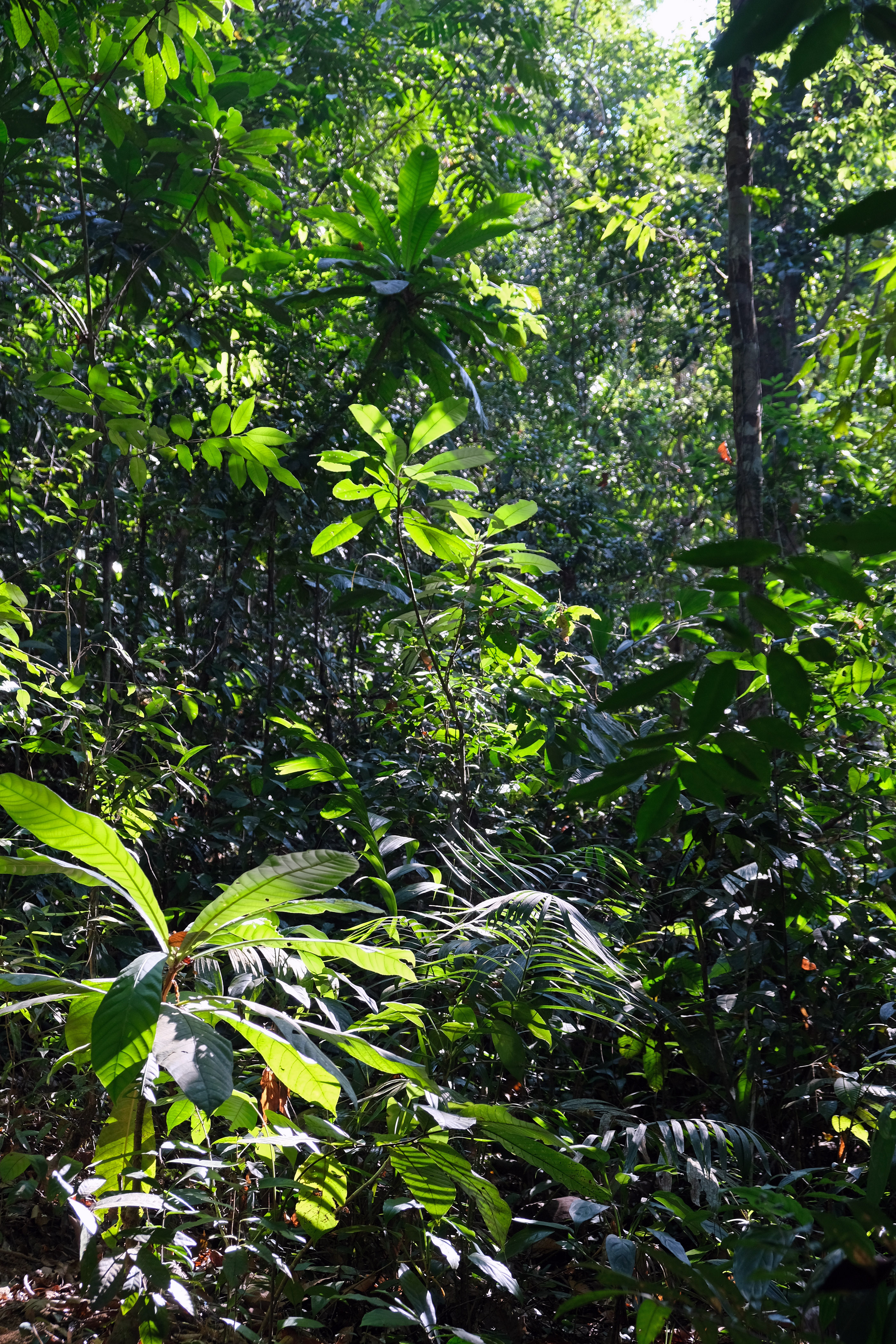
Die Tropen in Südostasien, hier ein Tropischer Regenwald der thailändischen Insel Koh Chang waren das einstige Vorkommensgebiet der Zugewanderten Mondspinne

Die Zugewanderte Mondspinne war einst nur in den tropischen Gebieten Asiens bzw. Südostasiens, beheimatet, wurde aber von dort aus in andere Teile der Welt verschleppt und konnte sich in Nordamerika, Teilen Mittel- und Osteuropas einschließlich Russlands (in diesem Land bis zum fernöstlichen Gebiet), in Zentralasien und in China, Korea sowie Japan etablieren.
In Europa ist die Zugewanderte Mondspinne bislang in den Niederlanden (hier erstmals 2014), Deutschland (hier erstmals in den 1980er Jahren), Österreich (hier erstmals 1990), der Schweiz, Tschechien, Polen, Litauen, Belarus, der Ukraine, Rumänien, Bulgarien und in Georgien nachgewiesen. In Nordamerika wurde die Art bisher im Nordosten auf der zum US-Bundesstaat New York zählenden Insel Long Island sowie in den kanadischen Provinzen Ontario, Quebec, New Brunswick und Neufundland gefunden.

### Lebensräume
Die Zugewanderte Mondspinne gilt als synanthrope (menschliche Siedlungsbereiche bevorzugende) Art, die an Häusern, Mauern und Bänken vorkommt. Gängige Fundorte sind außerdem südexponierte Mauern von Neubauten. Die Art ist in Siedlungsbereichen oft zusammen mit der Gewächshausspinne (Parasteatoda tepidariorum) anzutreffen. Funde der Zugewanderten Mondspinnen aus den Steppen Kasachstans und Russlands sind aber ebenfalls überliefert.

### Bedrohung und Schutz
Allgemein lassen sich keine Bedrohungen der Zugewanderten Mondspinne feststellen. Durch die Einschleppung in die Gebiete, in denen die Art zuvor nicht vorkam, entstand ein großes Verbreitungsgebiet. Der globale Bestand der Zugewanderten Mondspinne wird von der IUCN nicht gewertet, wodurch sie auch keinen Schutzstatus erhält. Auch in der Roten Liste gefährdeter Arten Tiere, Pflanzen und Pilze Deutschlands wird die Art nicht erfasst. In Deutschland gilt die Zugewanderte Mondspinne allgemein als selten, doch nehmen die Bestände sowohl kurz- als auch langfristig zu.
Auch in der Roten Liste Bayerns gilt die Datenlage für eine Bestandsbewertung als ungenügend. In der Roten Liste Berlins wird die Art ebenfalls nicht bewertet und in der Roten Liste Brandenburgs gilt sie als ungefährdet. Die IUCN erfasst die Zugewanderte Mondspinne in Tschechien in der Kategorie ES („Ecologically Sustainable“).

## Lebensweise
Die Zugewanderte Mondspinne legt wie fast alle Kugelspinnen (Theridiidae) ein für die Familie typisches Spinnennetz zum Fang von Beutetieren an. Die nachtaktive Spinne selber hält sich in einem Schlupfwinkel auf, der im Zentrum des Gerüstwerks vom Netz positioniert ist. Dieser Schlupfwinkel besteht aus Zweigen, Gras, Stein, Erdpartikeln oder auch Beuteresten. Bei den ausgewachsenen Spinnen ist dieser Rückzugsort haubenförmig gebaut und etwa 15 bis 23 Millimeter lang.

### Netzbau und Beutespektrum
Das Haubennetz der Zugewanderten Mondspinne funktioniert wie das anderer Kugelspinnen (Theridiidae) und besteht aus mehreren mit klebrigen Leimtröpfchen versehenen Fangfäden, die am haubenartigen Gerüstwerk befestigt sind und bis zum Boden reichen. Gerät ein Beutetier mit diesen Fäden in Kontakt und wird es erfolgreich an einer Flucht gehindert, löst sich der Faden und die Spinne kommt aus ihrem Schlupfwinkel hervor, um das Beutetier einzuspinnen. Ist es vollkommen flucht- und wehrunfähig, versetzt die Spinne diesem mittels der Cheliceren einen Giftbiss und trennt das Beutetier vom Boden, ehe sie die Beute in ihren Unterschlupf transportiert und dort verzehrt.
Durch diese Fangtaktik erbeutet die Zugewanderte Mondspinne, wie viele Kugelspinnen, eine Vielzahl anderer Gliederfüßer und meidet auch solche mit einem härteren Exoskelett (Chitinpanzer), wie Landasseln nicht.

### Lebenszyklus und Phänologie
Der Lebenszyklus der Zugewandertenen Mondspinne ist noch nicht gänzlich erforscht. In Europa liegt die Aktivitätszeit der ausgewachsenen Individuen beider Geschlechter in der Zeit von Mai bis zum August bei den Männchen und bis zum Oktober bei Weibchen.
Im Fangnetz eines Weibchens befinden sich nicht selten ein oder mehrere Männchen in der Nähe des Schlupfwinkels der Netzeigentümerin. Die Eikokons selber werden vom Weibchen in dessen Schlupfwinkel aufbewahrt. Von September bis November sind Weibchen mit Eikokons auffindbar. Die Jungtiere legen ebenfalls ähnlich wie die ausgewachsenen Spinnen Fangnetze an.

## Systematik
Die Zugewanderte Mondspinne wurde 1980 von Herbert Walter Levi erstbeschrieben und vom Autor in die Gattung Achaearanea eingeordnet, womit die Art die Bezeichnung A. tabulata erhielt. Nachdem die Art zwischenzeitlich auch als A. nipponica bezeichnet wurde, erfolgte 2002 unter Jung-Sun Yoo und Joo-Pil Kim eine Umstellung in die Gattung der Mondspinnen (Parasteatoda). Dies geschah anhand der Betrachtung der genitalmorphologischen Merkmale und die Zugewanderte Mondspinne erhielt die Bezeichnung P. nipponica. Seitens Johan Bink wurde diese Umstellung 2014 bekräftigt und die Art erhielt dabei auch ihre heute gültige Bezeichnung Parasteatoda tabulata.
Der Artname tabulata ist eine Abwandlung des lateinischen Nomens tabulatum, was übersetzt „Bretterboden“, „Gerüst“ oder „Stockwerk“ bedeutet. Die Erstbeschreibung erfolgte mithilfe eines einzelnen weiblichen Holotyps, der auf Long Island gefunden wurde. Das Exemplar befindet sich heute im Louis Agassiz Museum of Comparative Zoology. Erst 1983 wurde erstmals ein Männchen der Art beschrieben.